# Gastronomia de la Cerdanya
La cuina de la Cerdanya tracta sobre el menjar i les begudes típics de la cuina cerdana.
La Cerdanya és una comarca històrica esquarterada en tres per les fronteres polítiques: l'Alta Cerdanya, i la Baixa Cerdanya dividida entre les províncies de Lleida i Girona. Tanmateix la seua geografia – una sola vall tancada per muntanyes a totes bandes – l'uneix i l'allunya dels veïns Andorra, Conflent, Alt Urgell i Berguedà.
La cuina de Cerdanya és marcada per la seua naturalesa d'altiplà muntanyenc, amb un clima alpí i una tradició de ramaderia, principalment de vaques. Els elements principals són les verdures, els cereals, la caça, la pesca, l'aviram i la carn de ramat. La proximitat de les cultures occitana i francesa contribueixen a la particularitat de la gastronomia cerdana. L'afluència de turisme d'esquí ha creat un sector de restauració destacable, que ha impactat en l'oferta gastronòmica.
A continuació es detalla els elements més destacables de la gastronomia d'aquesta comarca:

## Trinxat
El plat més típic de la Cerdanya és el Trinxat, que està fet amb cols d'hivern, trumfes (patates) i rosta (cansalada). Aquest plat se serveix calent i, si en sobra, es passa per la paella juntament amb uns grans d'all. També se'n fa a Andorra i l'Urgellet.

## Cerdans
Els cerdans són dolços de pasta seca amb avellanes i anís.

## Mel i melmelada
La Mel de la Cerdanya és una mel d'elaboració artesanal feta a la Cerdanya.
La melmelada és un altre producte típic de la Cerdanya considerada d'alta qualitat, emprant els fruits del bosc com ara els aranyons.

## Formatge i mantega
El Formatge i la Mantega de l'Alt Urgell i la Cerdanya es creen a partir de la llet de vaca de raça frisona de granges ramaderes urgellenques i cerdanes.

## Embotits
Els embotits inclouen el pa de fetge, el paltruc i la llonganissa de pagès.

## Tiró amb naps
El Tiró amb Naps és propi de la diada de Tots Sants. Té un condiment molt important: els naps, amb preferència de Talltendre (són uns naps negres diferents dels que s'acostuma a veure, que només es troben a la Cerdanya). Per fer el plat es necessita tiró (ànec), naps i un sofregit d'all, ceba i vi blanc.

## Pastís de Ceps
El Pastís de Ceps (bolets) està compost de ceps, vi ranci, ous, ceba, llet, mantega, oli d'oliva, sal, pebre negre en pols i salsa beixamel.

## Conill amb moixerons
Un plat propi de tardor és el Conill amb Moixerons (bolets que no s'han de confondre amb els moixernons). Està fet de conill trossejat, salat i enfarinat. Es fregeix en una paella.

## Altres plats típics
- coques saginoses. A base de sucre, sagí, farina i ous, són llargues i individuals.[2]
- oca amb peres[3]
- fetge amb agredolç
- recuit
- truita d'embotits.
- Sopa de la Cerdanya.[4]
- Tiró (Ànec) amb naps.[4]
- Llapí (conill) amb cremalloles.[4]
- Truites de riu a la llosa.[4]
- Confitura de Garraus o "Picaculs".[4]

## Begudes típiques
- Vi de Santa Llocaia anomenat "Clos Cal Mateu".[5]

## Ingredients bàsics
- Verdures: nap de Talltendre típic de Capmany,[6] patata, col.[1]
- Fruites: peres, poma, préssec, cireres, aranyons, codonys, sobretot a la Bisbal.[3]
- Rovellons, ceps, "corrioletes" (cama-secs).[1]
- Nous.
- Embotits.
- Salaó i peix (seitó) de l'Escala.[3]

## Fires gastronòmiques
La Fira de Sant Llorenç se celebra a Bellver de Cerdanya el dia 10 d'agost. S'hi pot tastar i comprar productes alimentaris i artesanals. S'hi destaca un concurs de llonganissa de pagès. A Setcases fan la Fira del Bolet el 20 al 22 de setembre. Altres fires són la Mostra Gastronòmica de Naps a Gers, la Mostra Gastronòmica d'Alp, i la Festa del Trinxat a Puigcerdà.